# Van Meter
Van Meter è un comune degli Stati Uniti d'America, situato nello Stato dell'Iowa, nella contea di Dallas.